# Tierce diminuée

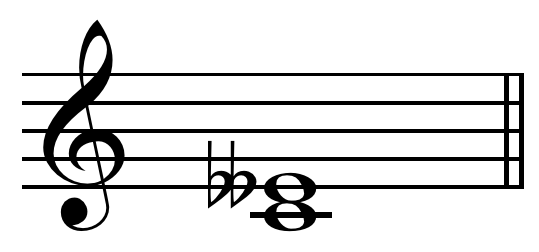
Une tierce diminuée do-mi double bémol.

En musique, une tierce diminuée est un intervalle de deux demi-tons. Elle est créée en abaissant une tierce mineure d'un demi-ton chromatique. C'est un intervalle dissonant. Dans un tempérament égal à douze demi-tons (gamme tempérée), la tierce diminuée est l'équivalent enharmonique de la seconde majeure.